# 恰普斯基宮
恰普斯基宮（波蘭語：Pałac Czapskich, IPA：[ˈpawat͡s ˈt͡ʂapskʲix]），又名克拉辛斯基（Krasiński）宮、謝尼奧斯基（Sieniawski）宮、拉琴斯基（Raczyński）宮，是一座位於波蘭首都華沙市中心克拉科夫郊區街5號的建築。該建築被認為是華沙最出眾的洛可可式建築範例之一。
恰普斯基宮位於華沙大學對面，曾是藝術家齊格蒙特·沃格爾、作曲家弗雷德里克·肖邦、詩人齊格蒙特·克拉辛斯基和齐普里安·诺尔维德的家。現在這座建築是華沙美術學院的所在地。

## 歷史

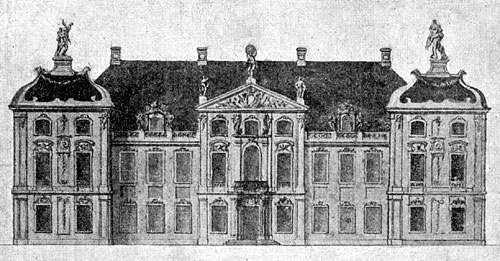
1750年代的恰普斯基宮正面

恰普斯基宮是該建築最常用的名稱。但對後來的居民來說，該建築有時亦被稱為克拉辛斯基宮、謝尼奧斯基宮或拉琴斯基宮。該建築曾由拉齊維烏家族、扎莫耶斯基家族、恰爾托雷斯基家族所有。恰普斯基宮的歷史可追溯至17世紀後期，其修建於約1686年時，由泰爾曼·范·加姆倫為米哈爾·斯特凡·拉齊耶夫斯基設計。1712年至1721年， 恰普斯基宮進行了重建，以迎接它的新主人亞當·希羅寧·西尼奧斯基。1733年，這座建築被亞歷山大·恰爾托雷斯基（Aleksander Czartoryski）購買，以作為他女兒瑪利亞的嫁妝使用。這座建築現在的洛可可風格成形於1752年至1765年，當時這座建築由恰普斯基家族所有。

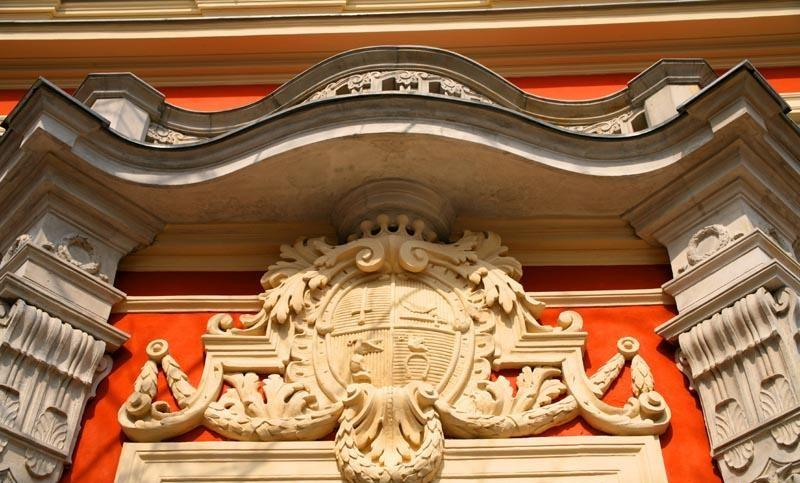
主入口上的夜鷺紋裝飾

恰普斯基宮至少更換了十次主人。這座建築曾是斯坦尼斯瓦夫·馬瓦霍夫斯基的住所。他是世界第二部、歐洲第一部成文國家憲法《五三憲法》的共同作者之一。馬瓦霍夫斯基在18世紀中期將宮殿改造為法式城市宮殿。18至19世紀，該建築增建了兩個古典主義風格附屬建築。恰普斯基宮的另一位著名居民是畫家齊格蒙特·沃格爾，他曾在華沙大學藝術系擔任教授。

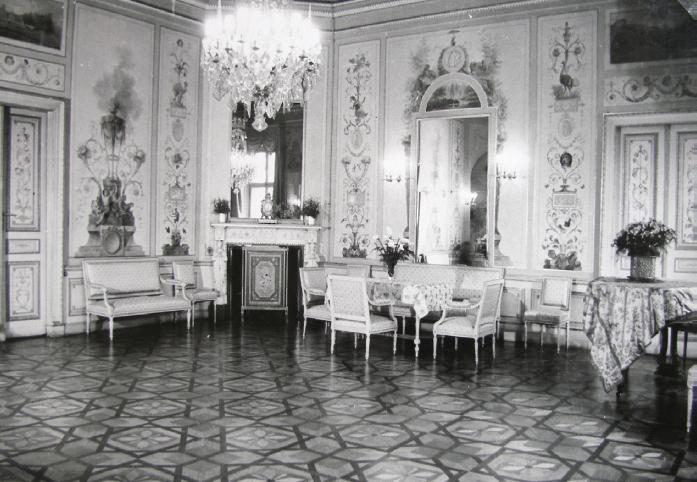
1939年之前的宴會廳

19世紀初期，這座建築被文森提·克拉辛斯基（Wincenty Krasiński）購買。波蘭浪漫主義詩人齊格蒙特·克拉辛斯基於1812年出生在這裡。1827年至1830年，弗雷德里克·肖邦和他的家人居住在這座建築的南附樓。恰普斯基宮也是肖邦流亡之前最後的家。1851年至1852年，宮殿由恩里科·馬克尼重建。1909年至二戰爆發前，這座建築由愛德華·伯納德·拉陳斯基所有。
1939年，該建築在被德軍砲擊後燒毀，物價的繪畫和圖書都付之一炬。恰普斯基宮在1948年至1959年重建，此後由華沙藝術學院使用。

## 現在

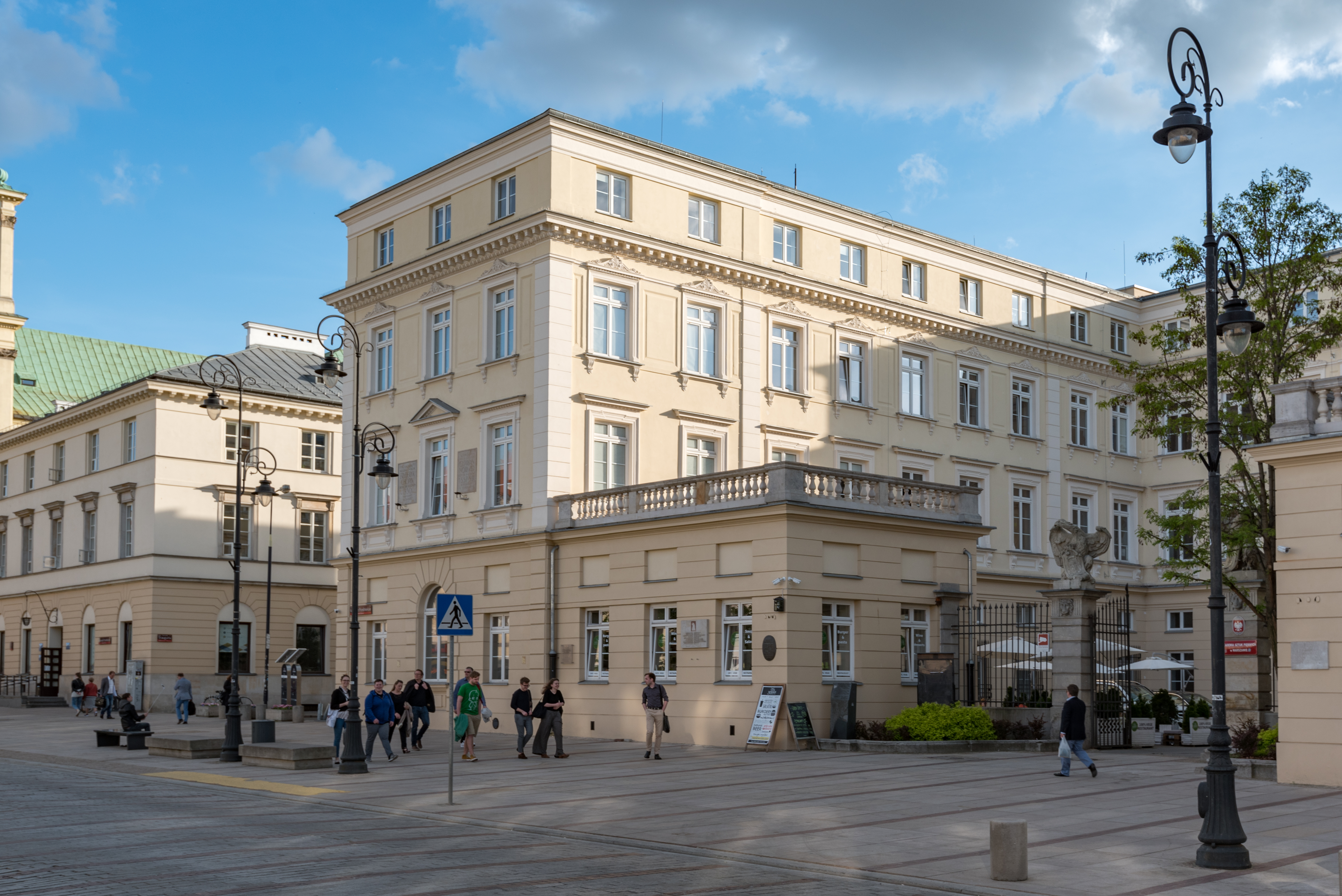
南側附屬建築的二層是肖邦客廳的所在地

在建築的前庭中，豎立有安德烈·德爾·委羅基奧雕刻「巴托洛梅奧·科萊奧尼騎馬雕像」的複製品。
恰普斯基宮南側附屬建築面向克拉科夫郊區街一側的二層有肖邦客廳，展示當時的家具和有關肖邦的紀念品。客廳的裝飾復原了19世紀前期的外觀，按1832年安東尼·科爾伯格（Antoni Kolberg）的草圖復原。這一客廳對公眾開放。
藝術學院博物館於1985年開業，收藏展示30,000件視覺藝術作品。博物館位於宮殿的閣樓。藏品存放在200平方公尺的儲藏室內，展示廳則用來舉辦會議、講座和特展。

## 外部連結
- 维基共享资源上的相關多媒體資源：恰普斯基宮
- （波蘭語） Pałac Czapskich

52°14′22″N 21°0′57″E / 52.23944°N 21.01583°E